# 警察庁警備局公安課
警察庁警備局公安課（けいさつちょうけいびきょくこうあんか）は、警察庁警備局の課の一つ。

## 概要
全国の公安警察による極左暴力集団・右翼団体に対する捜査の指導を行っている。
秘密警察と指摘されることがある。

### 職掌
警察庁組織令（昭和29年6月30日政令第180号）第38条に所掌事務が規定されている。 

## ゼロ
公安警察は日本共産党・極左暴力集団・右翼団体などに対して行う、協力者運営などの情報収集活動（公安警察では作業と呼ばれる）を任務としているが、当初は警察庁警備局公安課のサクラが、作業の指導を全国の公安警察に行っていた。しかし、日本共産党幹部宅盗聴事件によってサクラの存在が露呈したため、サクラは警察庁警備局公安課から、警察庁警備局警備企画課に移され、コードネームをチヨダに改めている。チヨダがクローズアップされるようになった2000年頃には、コードネームをゼロに改めている。

## 参考
- 大野達三『警備公安警察の素顔』（新日本出版社）
- 警備研究会著『日本共産党101問』（立花書房）